# Gerald FitzGerald (1456-1513)
Gerald Fitzgerald, VIII Conde de Kildare KG (nacido c. 1456 – c. 3 de septiembre de 1513), conocido también con el sobrenombre de "Garret el Grande" (Gearóid Mór) o "El Gran Conde" (Un tIarla Mór), fue el principal noble de Irlanda. Sirvió como Lord Diputado de Irlanda desde 1477 hasta 1494, y de 1496 en adelante. Su poder era tan grande que era conocido como "el rey sin corona de Irlanda".

## Familia
Gerald Fitzgerald, era hijo de Thomas FitzGerald, VII conde de Kildare y Jane Fitzgerald, la hija de "el Usurpador" James FitzGerald, VI conde de Desmond. La dinastía cambronormanda gaelizada de los Fitzgerald del Norman había crecido hasta convertirse en la primera familia de Ingleses viejos en Irlanda. Descendían de Gerald de Windsor y de la princesa galesa Nest ferch Rhys, hija de Rhys ap Tewdwr, Príncipe de Deheubarth. De hecho, Lord Gearóid o Gerald es un perfecto ejemplo de la autonomía política y cultural de Irlanda según refleja el dicho Más irlandeses que los mismos irlandeses. 
Gerald se casó con Alison FitzEustace, hija de Rowland FitzEustace, Barón Portlester, con la que tuvo cinco hijos:
- Gerald FitzGerald, IX conde de Kildare
- Lady Eleanor Fitzgerald, casada con Donal MacCarthy Reagh, IX Príncipe de Carbery[1]
- Lady Alice Fitzgerald, casada con Conn O'Neill, I Conde de Tyrone
- Lady Margaret Fitzgerald, casada con Piers Butler, VIII conde de Ormond
- Lady Ellis Fitzgerald que se casó con Christopher Fleming, Barón Slane.

Se casó en segundas nupcias con Elizabeth St. John, hija de Oliver St. John de Lydiard Tregoze, primo de Enrique VII, y tuvo otros cinco niños:
- Sir James Fitzgerald de Leixlip
- Sir Oliver Fitzgerald
- Sir Richard Fitzgerald de Fassaroe, casado con Maud Darcy, viuda James, Barón Skryne
- Sir John Fitzgerald
- Sir Walter Fitzgerald, casado con ElisabethPlunkett, hija de Robert Plunkett, 5.º Barón de Dunsany

Todos los hijos de su segundo matrimonio participaron en la rebelión de su sobrino, el X conde de Kildare, Silken Thomas, y fueron ejecutados por traición en Tyburn el 3 de febrero de 1537.

## Política
Gerald Fitzgerald fue nombrado Lord Diputado en 1477, pero fue reemplazado rápidamente por Lord Grey de Codnor en la suposición de que un inglés podría hacer un mejor trabajo. Los Lores de The Pale protestaron en el Parlamento, y Eduardo IV se vio obligado a reinstalar a Fitzgerald. Heredó el título de Conde de Kildare en 1478.
Fitzgerald consiguió mantener su posición después de que la dinastía de York en Inglaterra fuera desbancada y de que Enrique VII se convirtiera en rey, pero Fitzgerald desobedeció al rey descaradamente en varias ocasiones;  apoyó al pretendiente al trono de Inglaterra y Señorío de Irlanda, Lambert Simnel. Sin embargo, Henry necesitaba a Fitzgerald para gobernar en Irlanda, y al mismo tiempo no le podría controlar. El intento de Simnel de alcanzar el trono acabó en desastre en la Batalla de Stoke y muchos de sus seguidores, incluyendo al hermano de Kildare, Thomas, fueron asesinados. Enrique, ahora seguro en su trono, podía permitirse ser misericordioso y perdonar a ambos, Simnel y Kildare. Kildare fue lo bastante perspicaz como para no comprometerse con la causa del posterior pretendiente, Perkin Warbeck, a pesar del comentario cáustico de Enrique sobre que la nobleza irlandesa coronaría un simio para asegurarse el poder.
Presidió un periodo de casi independencia del dominio inglés entre 1477 y 1494. Esta independencia acabó cuándo sus enemigos en Irlanda alcanzaron el poder y le enviaron a Londres como traidor. Sufrió un doble golpe: fue encarcelado en la Torre de Londres, y su mujer Alison murió poco después. Fue juzgado en 1496, y utilizó el juicio para convencer a Enrique VII de que las facciones gobernantes en Irlanda eran "falsas knaves." Enrique le nombró inmediatamente Lord Diputado de Irlanda, diciendo "Todo Irlanda no puede gobernar a este Conde; entonces dejemos a este Conde gobernar toda Irlanda"; y le permitió casarse con su segunda mujer Elizabeth St. John, prima lejana del Rey. Gearóid regresó a Irlanda triunfante.
Gobernó Irlanda con puño de hierro. Suprimió una rebelión en la ciudad de Cork en 1500 ahorcando al alcalde de la ciudad. Reclutó un ejército contra los rebeldes de Connacht en 1504, derrotándoles en la Batalla de Knockdoe. En 1512, después de penetrar en el territorio de O'Neill de Clandeboye, le capturó y le llevó al castillo de Belfast, procediendo después, por razones aún desconocidas a asolar el señorío de la familia Bissett en los Glens de Antrim.
Un año más tarde, en una expedición contra los O'Carroll, fue mortalmente herido mientras abrevaba su caballo en Kilkea. Fue transportado de vuelta a Kildare, donde murió en torno al 3 de septiembre de 1513.

## Carácter
Gerald ha sido descrito como hombre cuyo carisma excepcional impresionó a todos su contemporáneos por igual, irlandeses o ingleses.  A diferencia de su hijo mayor, que favoreció la diplomacia,  se le describe como "abierto y plano" en sus tratos; de temperamento fuerte e impredecible en su juventud, se atemperó con los años.

## La Leyenda del fantasma del Conde Grande
Una leyenda, recontada por Nuala O'Faoláin, dice que Fitzgerald estaba iniciado en las artes oscuras, y podía cambiar de forma. Aun así, nunca permitió a su mujer tomar otras formas. Después de mucho rogar, el accedió y se convirtió en un jilguero ante sus ojos. Un gavilán entró entonces en la habitación, cogió al jilguero, y nunca se le volvió a ver.
Según la leyenda, el Gran Conde y sus soldados duermen en una caverna bajo el Curragh de Kildare, listos para despertar y defender Irlanda en su hora de necesidad. El Conde se levanta una vez cada siete años y pasea alrededor del Curragh en su steed. Cuándo los herraduras de su caballo se gasten hasta el grosor de la oreja de un gato,  dirigirá su ejército contra los ingleses, les expulsará, y reinará en Irlanda por 40 años.

## Lectura adicional
- Donough Bryan (1933). The Great Earl Of Kildare (Gerald FitzGerald) (1456-1513). Dublin & Belfast: The Phoenix Publishing Company Ltd.